# Битва біля Карксі (1600)
Битва біля Карксі (пол. Bitwa pod Karksi, швед. Slaget vid Karksi) — битва під час польсько-шведської війни (1600—1611), яка відбулась 29 жовтня 1600 року біля містечка Карксі ( зараз Естонія).

## Історія
Військо Речі Посполитої під командуванням Юргена фон Фаренсбаха розбило шведське військо під командуванням Карла Карлссона Гюлленхельма.
Перед битвою 17 вересня шведи обложили Пярну і після важких обстрілів 17 жовтня фортеця капітулювала. Тоді шведи вирушили до Вільянді. З півдня вони виставили заслін з 1 500 вояків.
У ніч з 26 на 30 жовтня цей заслін був розбитий поблизу Карксі польським військом чисельністю 1 200 чоловік